# Gardiner Greene Hubbard
Gardiner Greene Hubbard (Boston, 25 agosto 1822 – Washington, 11 dicembre 1897) è stato un avvocato e filantropo statunitense. Fu uno dei fondatori nonché il primo presidente della National Geographic Society e 
fu anche il primo presidente della Bell Telephone Company (dal 1877), dove volle l'amico e socio Thomas Sanders come tesoriere e Alexander Graham Bell come capo elettricista. Nel 1899 l'American Bell Telephone Company infine divenne la AT&T, che in quel tempo era la più grande compagnia telefonica al mondo.

## Biografia
G.G. Hubbard nacque a Boston (Massachusetts) da Samuel Hubbard (1785 – 1847), da un giudice della suprema corte 
di giustizia del Massachusetts e da Mary Greene (1790 – 1827). 
Era il nipote di Gardiner Greene, un importante mercante di Boston, e discendente di Lion Gardiner, uno dei coloni inglesi che fondarono il primo insediamento inglese in quello che poi sarebbe diventato lo stato di New York.
Gardiner G. Hubbard frequentò la Phillips Academy di Andover, una cittadina del Massachusetts e si laureò nel 1841 a Dartmouth (Massachusetts).
Successivamente studiò legge ad Harvard, e fu ammesso alla professione forense nel 1843. 
Visse vicino a Cambridge e si associò con uno studio legale di Boston fino al 1873. 
Egli fu di sostanziale aiuto nella realizzazione dell'acquedotto municipale di Cambridge nonché il fondatore della Cambridge Gas Company.
Fu anche un personaggio di primo piano nel progetto di organizzazione del sistema di trasporti tra Boston e Cambridge.
Sposò Gertrude Mercer McCurdy (1827 – 1909) ed ebbe sei figli.  Sua figlia Mabel divenne sorda all'età di cinque anni e 
questo spinse Gardiner ad assumere un ruolo cardine nella fondazione della Clarke School for the Deaf, la prima scuola per sordi (con metodo orale) situata negli Stati Uniti a Northampton (Massachusetts) (città capoluogo della Contea di Hampshire) di cui fu presidente per dieci anni. 
L'11 luglio 1877 sua figlia Mabel Hubbard sposò Alexander Graham Bell, di cui era stata studente sordomuta all'Università di Boston.
Hubbard divenne anche il principale investitore nella Edison Speaking Phonograph Company e devolse considerevoli donazioni 
per l'avanzamento degli studi e delle tecnologie atte all'educazione delle persone non udenti.
Durante la sua vita raccolse e organizzò una grande collezione di acqueforti e incisioni che, alla sua morte, furono donate 
dalla vedova alla Biblioteca del Congresso.